# 経済施策を一体的に講ずることによる安全保障の確保の推進に関する法律
経済施策を一体的に講ずることによる安全保障の確保の推進に関する法律（けいざいしさくをいったいてきにこうずることによるあんぜんほしょうのかくほのすいしんにかんするほうりつ、令和4年5月18日法律第43号）は、経済安全保障に関する日本の法律である。通称は経済安保法、経済安保推進法、経済安全保障推進法、経済安全保障法。
岸田内閣の看板政策の一つである。違反した企業などに対する罰則規定を有する。アメリカと中国による覇権競争を意識しており、国民生活や社会経済活動に大きな影響のある「特定重要物資」の安定供給を目指すとともに、サイバー攻撃への備えや先端技術の流出防止などが狙いである。

## 主務官庁
- 内閣府経済安全保障推進室

内閣官房国家安全保障局経済班、経済産業省貿易経済安全保障局経済安全保障政策課および特許庁審査業務部出願課と連携して執行にあたる。

## 概要

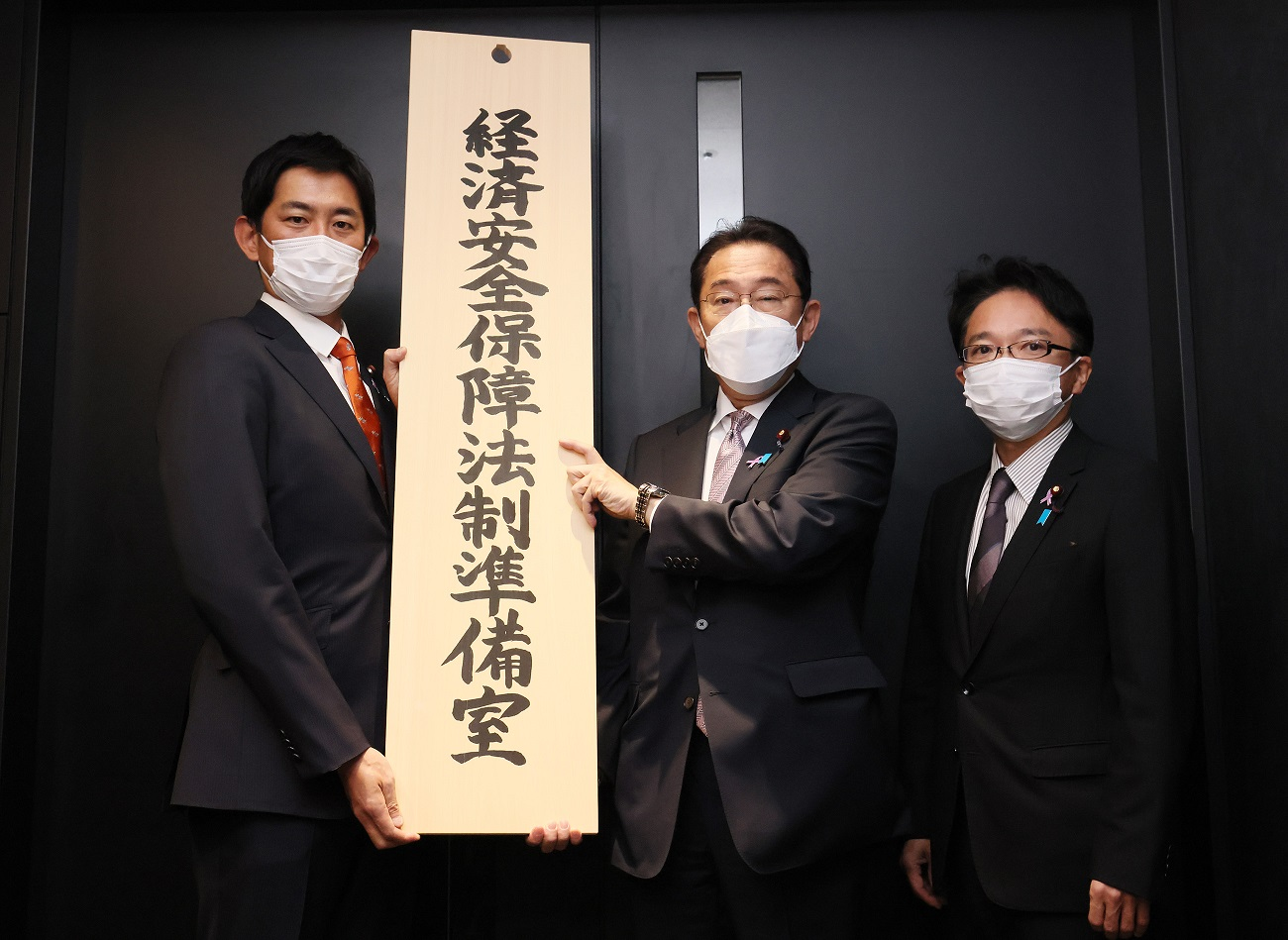
経済安保推進法の策定に向け、内閣官房に設置された経済安全保障法制準備室の看板掛け（2021年11月）

政府は、本法を経済安全保障強化に向けた法整備の「第一弾」として位置づけており、本法の骨子は以下の4点である。
- 半導体などを安定的に確保するサプライチェーン (供給網) の強化
- サイバー攻撃に備えた基幹インフラの事前審査
- 官民協力による先端技術開発
- 原子力や高度な武器に関する技術の特許非公開

法案の審議をめぐっては自民・公明両党に加え、日本維新の会と国民民主党が賛成に回った。立憲民主党は当初、同法案の必要性に理解を示しながらも企業の経済活動への国の関与が強まることを懸念して慎重な姿勢を示していたが、修正協議での与党側からの歩み寄りにより最終的には賛成に回った。共産党やれいわ新選組は反対した。
2022年5月11日に制定され、2022年5月18日、官報号外第106号により令和4年法律第43号として公布された。

## 特許出願非公開制度
特許庁が一次審査を担当し、内閣府に設置される部局で二次審査（二次審査の別称は保全審査）が行われる。保全審査の結果によっては、出願人の意思を確認し、その後、保全指定がされる。
一次審査及び二次審査がされている期間は、出願公開がされず、査定もされない。また、保全指定がされたとき、出願公開がされず、査定もされない。
大多数の特許出願は二次審査がされないと想定されている。二次審査を経て保全指定がされる特許出願は大変に少なく、圧倒的多数の特許出願については、保全指定がされないと想定されている。
日本でされた発明であって、特許庁の一次審査において内閣府の二次審査に付される発明については、原則として、最初に特許庁に特許出願する義務があり、外国出願は制限される。ただし、最初に外国出願を希望するときには、事前に特許庁長官の確認を求めることができる。
公布の日から2年以内に施行される。